# Papy Djilobodji
El Hadji Mison Djilobodji, detto Papy Djilobodji (Kaolack, 12 gennaio 1988), è un calciatore senegalese, difensore del Sarıyer.

## Statistiche

### Cronologia presenze e reti in nazionale
| Cronologia completa delle presenze e delle reti in nazionale ― Senegal | Cronologia completa delle presenze e delle reti in nazionale ― Senegal | Cronologia completa delle presenze e delle reti in nazionale ― Senegal | Cronologia completa delle presenze e delle reti in nazionale ― Senegal | Cronologia completa delle presenze e delle reti in nazionale ― Senegal | Cronologia completa delle presenze e delle reti in nazionale ― Senegal | Cronologia completa delle presenze e delle reti in nazionale ― Senegal | Cronologia completa delle presenze e delle reti in nazionale ― Senegal |
| Data                                                                   | Città                                                                  | In casa                                                                | Risultato                                                              | Ospiti                                                                 | Competizione                                                           | Reti                                                                   | Note                                                                   |
| ---------------------------------------------------------------------- | ---------------------------------------------------------------------- | ---------------------------------------------------------------------- | ---------------------------------------------------------------------- | ---------------------------------------------------------------------- | ---------------------------------------------------------------------- | ---------------------------------------------------------------------- | ---------------------------------------------------------------------- |
| 14-8-2013                                                              | Saint-Leu-la-Forêt                                                     | Zambia                                                                 | 1 – 1                                                                  | Senegal                                                                | Amichevole                                                             | -                                                                      |                                                                        |
| 16-9-2013                                                              | Casablanca                                                             | Senegal                                                                | 1 – 1                                                                  | Costa d'Avorio                                                         | Qual. Mondiali 2014                                                    | -                                                                      |                                                                        |
| 5-3-2014                                                               | Saint-Leu-la-Forêt                                                     | Senegal                                                                | 1 – 1                                                                  | Mali                                                                   | Amichevole                                                             | -                                                                      |                                                                        |
| 21-5-2014                                                              | Ouagadougou                                                            | Burkina Faso                                                           | 1 – 1                                                                  | Senegal                                                                | Amichevole                                                             | -                                                                      |                                                                        |
| 25-5-2014                                                              | Carouge                                                                | Senegal                                                                | 3 – 1                                                                  | Kosovo                                                                 | Amichevole                                                             | -                                                                      |                                                                        |
| 5-9-2014                                                               | Dakar                                                                  | Senegal                                                                | 2 – 0                                                                  | Egitto                                                                 | Qual. Coppa d'Africa 2015                                              | -                                                                      |                                                                        |
| 10-9-2014                                                              | Gaborone                                                               | Botswana                                                               | 0 – 2                                                                  | Senegal                                                                | Qual. Coppa d'Africa 2015                                              | -                                                                      |                                                                        |
| 10-10-2014                                                             | Dakar                                                                  | Senegal                                                                | 0 – 0                                                                  | Tunisia                                                                | Qual. Coppa d'Africa 2015                                              | -                                                                      |                                                                        |
| 15-10-2014                                                             | Monastir                                                               | Tunisia                                                                | 1 – 0                                                                  | Senegal                                                                | Qual. Coppa d'Africa 2015                                              | -                                                                      |                                                                        |
| 15-11-2014                                                             | Il Cairo                                                               | Egitto                                                                 | 0 – 1                                                                  | Senegal                                                                | Qual. Coppa d'Africa 2015                                              | -                                                                      |                                                                        |
| 19-11-2014                                                             | Dakar                                                                  | Senegal                                                                | 3 – 0                                                                  | Botswana                                                               | Qual. Coppa d'Africa 2015                                              | -                                                                      |                                                                        |
| 9-1-2015                                                               | Casablanca                                                             | Senegal                                                                | 1 – 0                                                                  | Gabon                                                                  | Amichevole                                                             | -                                                                      |                                                                        |
| 13-1-2015                                                              | Casablanca                                                             | Senegal                                                                | 5 – 2                                                                  | Guinea                                                                 | Amichevole                                                             | -                                                                      |                                                                        |
| 19-1-2015                                                              | Mongomo                                                                | Ghana                                                                  | 1 – 2                                                                  | Senegal                                                                | Coppa d'Africa 2015 - 1º turno                                         | -                                                                      |                                                                        |
| 27-1-2015                                                              | Malabo                                                                 | Senegal                                                                | 0 – 2                                                                  | Algeria                                                                | Coppa d'Africa 2015 - 1º turno                                         | -                                                                      |                                                                        |
| 23-3-2018                                                              | Kota Bharu                                                             | Senegal                                                                | 1 – 1                                                                  | Uzbekistan                                                             | Amichevole                                                             | -                                                                      |                                                                        |
| 27-3-2018                                                              | Dakar                                                                  | Senegal                                                                | 0 – 0                                                                  | Bosnia ed Erzegovina                                                   | Amichevole                                                             | -                                                                      |                                                                        |
| Totale                                                                 |                                                                        | Presenze                                                               | 17                                                                     |                                                                        | Reti                                                                   | 0                                                                      |                                                                        |